# Vienna Capitals
Vienna Capitals je austrijski klub u hokeju na ledu iz Beča.  Klub trenutačno nastupa u međunarodnoj austrijskoj hokejaškoj ligi. Domaće utakmice igraju u dvorani Albert-Schultz-Eishalle kapaciteta 7022 sjedećih mjesta.

## Povijest[1]
Hokej u Beču ima dugu tradiciju. Zlatno doba bečkog hokeja je bilo prije drugog svjetskog rata kada je prvenstvom dominirao Wiener EV. Poslije rata Bečani osvajaju još nekoliko naslova, posljednji 1961. Krajem devedesetih dolazi do financijske krize koja uzrokuje gašenje više klubova pa tako Beč u sezoni 2000./01. ostaje bez predstavnika u najvišem rangu natjecanja. 
2000. osniva se novi klub, Vienna Capitals koji već u sezoni 2001./02. stiče pravo nastupa u prvoj ligi. U premijernom nastupu klub svaja četvrto mjesto u ligi i dolazi do polufinala doigravanja. Prvi i za sada jedini naslov prvaka osvojen je 2005. godine. Capitalsi su osvojili ligu, a u velikom finalu protiv KAC-a iz Celovca trijumfirali su u sedam utakmica. U sljedeće četiri sezone Bečani uporno zapinju u polufinalu doigravanja, svaki put protiv Red Bulla iz Salzburga. U sezoni 2009./10. Vienna je imala najskuplju, možda i najkvalitetniju momčad u EBEL-u, ali to nije znala pokazati u doigravanju. Iako su relativno lagano prošli Albu u četvrtfinalu, uslijedila je teška borba s EHC Linzom. Vienna je nakon tri susreta imala 3:0 seriju na svojoj strani, ali nakon toga uslijedila su tri poraza koja su ih odvela u sedmu utakmicu, no Linz je dobio i sedmu.

## Trofeji
- Austrijska hokejaška liga: 2004./05., 2016./17.

## Momčad (2009.)
| Br.      | Ime                    | Pozicija     | Datum rođenja       | Mjesto rođenja                   | Visina  | Težina  |         |         |
| Vratari  | Vratari                | Vratari      | Vratari             | Vratari                          | Vratari | Vratari | Vratari | Vratari |
| -------- | ---------------------- | ------------ | ------------------- | -------------------------------- | ------- | ------- | ------- | ------- |
| 30       | Rudolf Hummel          | vratar       | 6. lipnja 1989.     | Beč, Austrija                    | 176 cm  | 77 kg   |         |         |
| 35       | Frédéric Cassivi       | vratar       | 12. lipnja 1975.    | Sorel, Quebec, Kanada            | 193 cm  | 100 kg  |         |         |
| Braniči  |                        |              |                     |                                  |         |         |         |         |
| 2        | Peter Schweda          | branič       | 12. studenog 1990.  |                                  | 185 cm  | 80 kg   |         |         |
| 4        | Philippe Lakos         | branič       | 19. kolovoza 1980.  | Beč, Austrija                    | 193 cm  | 98 kg   |         |         |
| 8        | François Bouchard      | branič       | 8. kolovoza 1973.   | Brossard, Quebec                 | 180 cm  | 85 kg   |         |         |
| 19       | Josi Riener            | branič       | 10. travnja 1986.   |                                  | 175 cm  | 81 kg   |         |         |
| 20       | Peter Casparsson       | branič       | 4. travnja 1975.    | Falun, Švedska                   | 184 cm  | 90 kg   |         |         |
| 24       | Darcy Werenka          | branič       | 13. svibnja 1973.   | Edmonton, Alberta, Kanada        | 189 cm  | 93 kg   |         |         |
| 28       | Dan Bjornlie           | branič       | 17. listopada 1977. | Eagan, Minnesota, SAD            | 178 cm  | 79 kg   |         |         |
| 38       | Aleš Kranjc            | branič       | 29. srpnja 1981.    | Jesenice, Slovenija              | 183 cm  | 89 kg   |         |         |
| 40       | Tino Teppert           | branič       | 9. siječnja 1985.   | Klagenfurt, Austrija             | 183 cm  | 87 kg   |         |         |
| Napadači |                        |              |                     |                                  |         |         |         |         |
| 6        | Raphael Rotter         | napadač      | 14. lipnja 1987.    | Beč, Austrija                    | 174 cm  | 72 kg   |         |         |
| 7        | Kevin Kraxner          | napadač      | 21. svibnja 1986.   | Graz, Austrija                   | 172 cm  | 74 kg   |         |         |
| 12       | David Rodman           | centar       | 10. rujna 1983.     | Jesenice, Slovenija              | 183 cm  | 83 kg   |         |         |
| 13       | Patrick Lebeau         | lijevo krilo | 17. travnja 1970.   | Saint-Jérôme, Québec, Kanada     | 178 cm  | 82 kg   |         |         |
| 16       | Daniel Nageler         | desno krilo  | 1. rujna 1986.      | Sankt Veit an der Glan, Austrija | 183 cm  | 85 kg   |         |         |
| 17       | Lukas Draschkowitz     | napadač      | 25. travnja 1989.   | Beč, Austrija                    | 183 cm  | 78 kg   |         |         |
| 22       | Marcel Rodman          | desno krilo  | 25. rujna 1981.     | Rodine, Slovenija                | 183 cm  | 83 kg   |         |         |
| 25       | Benoit Gratton         | centar       | 28. prosinca 1976.  | Montreal, Québec, Kanada         | 178 cm  | 88 kg   |         |         |
| 29       | Sean Selmser           | centar       | 10. studenog 1974.  | Calgary, Alberta, Kanada         | 184 cm  | 88 kg   |         |         |
| 44       | Marc Tropper           | lijevo krilo | 14. travnja 1976.   | Toronto, Ontario, Kanada         | 176 cm  | 90 kg   |         |         |
| 47       | Harald Ofner           | desno krilo  | 21. siječnja 1983.  | Beč, Austrija                    | 181 cm  | 72 kg   |         |         |
| 77       | Christoph Draschkowitz | napadač      | 25. travnja 1989.   | Beč, Austrija                    | 183 cm  | 77 kg   |         |         |
| 86       | Christian Dolezal      | desno krilo  | 21. veljače 1986.   | Beč, Austrija                    | 180 cm  | 85 kg   |         |         |

| Kevin Gaudet    | glavni trener  | Hannover Scorpions |
| Martin Satorina | pomoćni trener | nema               |

## Vanjske poveznice
- Službena stranica